# Geodă

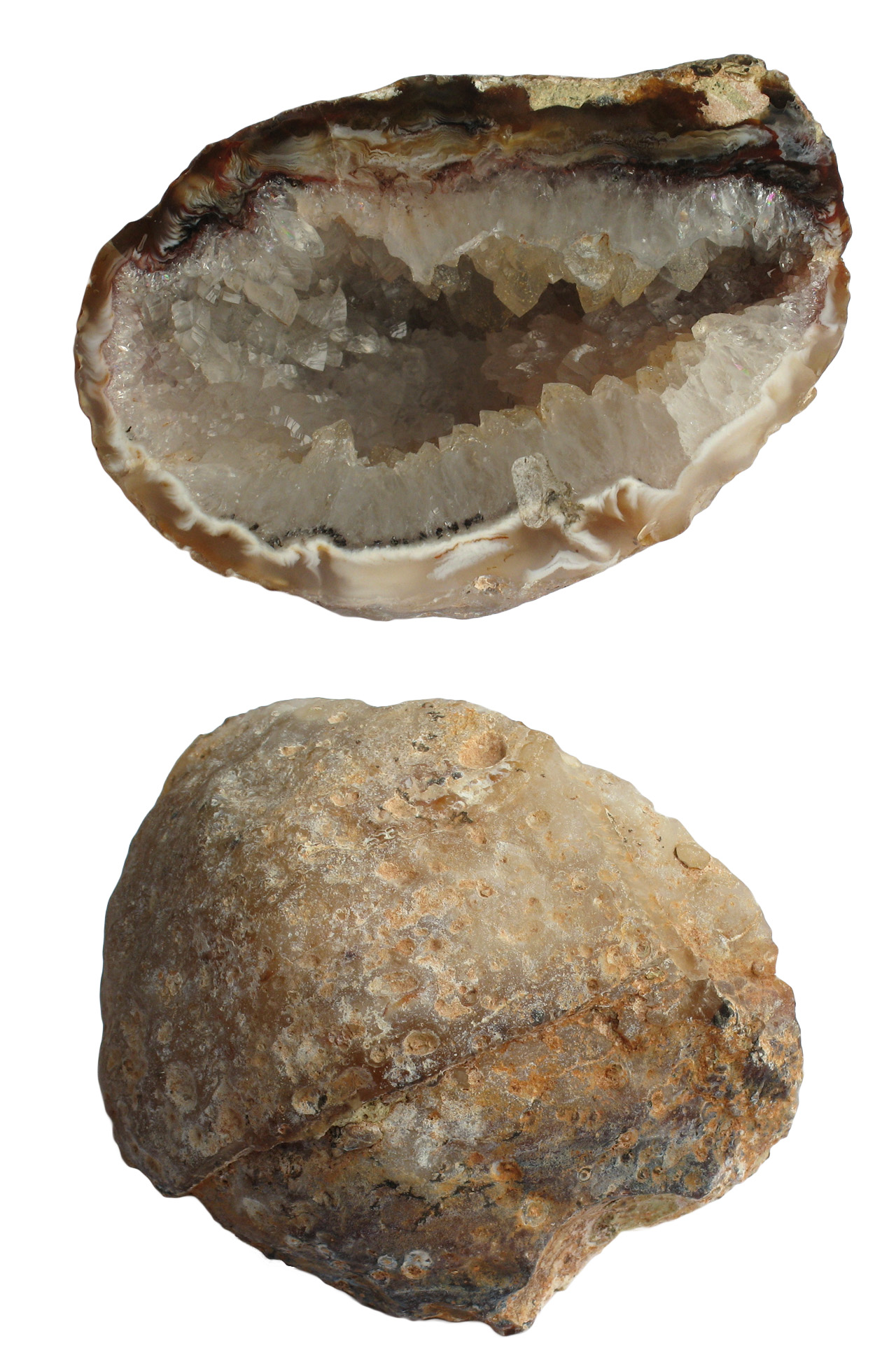
Geodă - vedere dinăuntru şi dinafară

Geoda este numele dat unui agregat de metale format prin depunere în cavitățile largi ale rocilor. Geodele sunt misterioase modelări ale pământului, un adevărat fenomen al naturii. Termenul de geode derivă din cuvântul grecesc geoides, care înseamnă „plăcerea pământului“. 
O geodă este o rocă de formă sferică sau alungită, care conține în interiorul său o scobitură (cavitate) căptușită cu cristale dispuse cu vârful spre interior. Fiecare geodă este unică în compoziția, mărimea și formațiunea de cristale din interiorul său, fiind diferite ca formă și culoare.
Concentrația cea mai mare de geode se întâlnește în nordul și sudul Oceanului Pacific. Singura zonă în care s-a reușit exploatarea acestora se situează la vest de America Centrală, între două zone abisale numite Clarion și Clipperton. Geodele se găsesc la peste 4 km sub nivelul oceanului. În această zonă geodele au un conținut mare de metale.

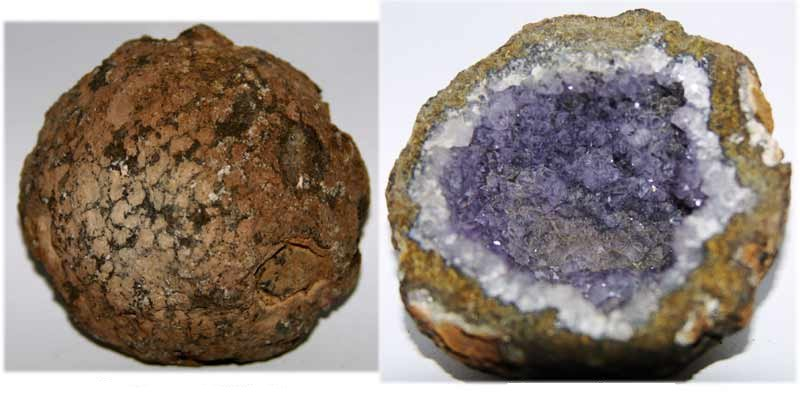
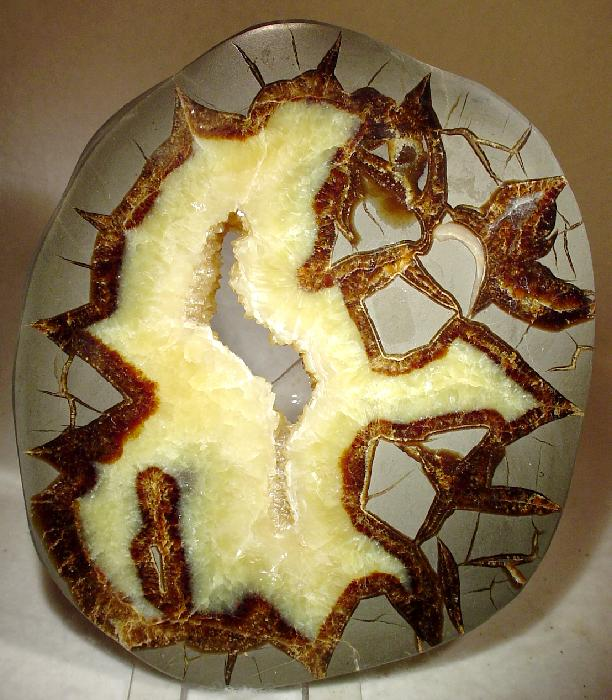
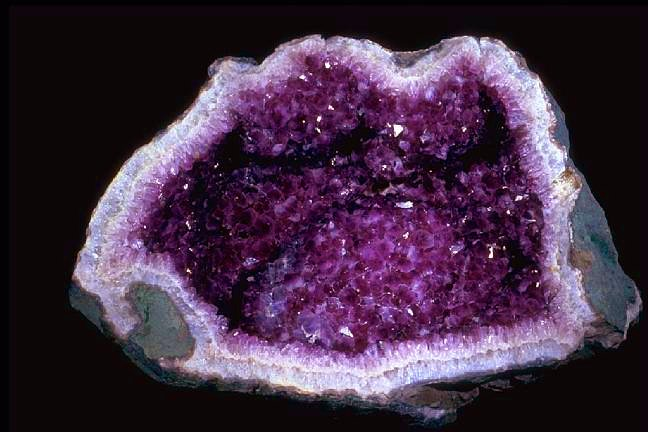